# Queralbs
Queralbs ist eine Gemeinde in den spanischen Pyrenäen auf 1.236 Höhe mit 206 Einwohnern (Stand: 2024). Sie liegt nördlich von Ribes de Freser, westlich von Setcases nahe dem Vall de Núria in der Comarca Ripollès in Katalonien.

## Gemeindegliederung
- Queralbs
- La Farga
- Fustanyà
- Núria
- Rialb
- Serrat
- Vilamanya

## Geschichte

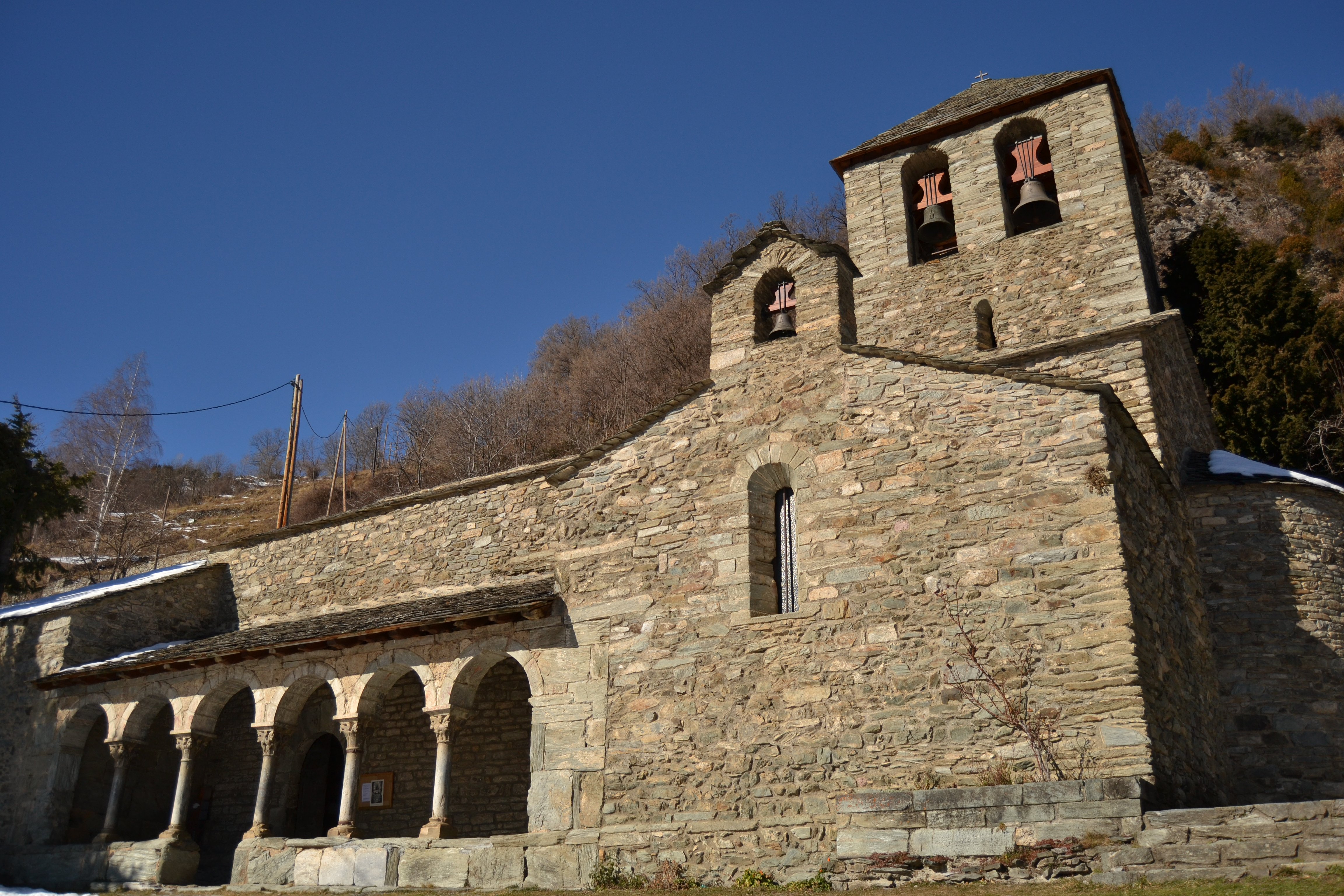
Kirche Sant Jaume

In der Umgebung von Queralbs finden sich zahlreiche Höhlen, in denen steinzeitliche Funde gemacht wurden, die eine frühe Besiedlung der Gegend belegen.
Die erste schriftliche Nennung des Ortes Cairosalbos findet sich in einem Dokument zur Weihe der Kathedrale von La Seu d’Urgell aus dem Jahr 839. Aus dem 10. Jahrhundert stammt die romanische Kirche Sant Jaume. Bis zum 12. Jahrhundert gehörten die Weiden der Gegend den Klöstern Sant Joan de les Abadesses und Santa Maria de Ripoll. 1273 verpachtete die katalanische Krone das Land dann direkt an die Bewohner von Queralbs und Fustanyà.
Im 13. und 14. Jahrhundert gehörte der Ort zur Herrschaft verschiedener Feudalherren: ab 1280 Pere de Montclar, ab 1339 Ramon de Ribes und ab 1383 Pere Galceran de Pinós.
Am 2. Februar 1428 wurde Queralbs durch ein Erdbeben, bei dem zahlreiche seiner Bewohner den Tod fanden, stark beschädigt.

## Wirtschaft
Neben der traditionellen Viehzucht und dem 1903 aufgenommenen Betrieb von Wasserkraftwerken, ist Tourismus die Haupteinnahmequelle des Ortes, insbesondere seit 1931 die Zahnradbahn Cremallera de Núria auf der Strecke von Ribes de Freser in das Tal von Núria in Queralbs Station macht. Zu den bekannten – immer wiederkehrenden – Gästen des Ortes zählt der ehemalige Präsident der katalanischen Regierung (1980–2003) Jordi Pujol (* 1930).

## Sehenswürdigkeiten
- Coves de Rialb, Höhlen
- Sant Jaume, romanische Kirche aus dem 10. Jahrhundert
- Ausstellung zur Geschichte der Zahnradbahn am Bahnhof
- Von Queralbs führt der historische Camí Vell (‚Alter Weg‘) in 3,5 Gehstunden zum Sanktuarium im Vall de Núria auf 1.967 Höhe